# Ioan Roman (preot, n. 1881)
Ioan Roman (n. 1881, Tălmăcel- d. ?) a fost un preot-unit român și delegat la Marea Adunare Națională de la Alba Iulia din 1 decembrie 1918.

## Date biografice
Ioan Roman a activat în PNR, apoi ca deputat PNȚ, precum și în Steaua României ca și Cavaler. 
Preotul Ioan Roman a fost delegat din partea al Primăriei comunale, la Marea Adunare Națională de la Alba – Iulia din 1 decembrie 1918 la care s-a decretat unirea Transilvaniei cu România.
A murit după 35 de ani de păstorire.